# Euralis
 (mars 2025).
Euralis est un groupe coopératif agricole et agroalimentaire du sud-ouest de la France créé en 1936.  Il emploie quelque 4 880 collaborateurs en 2024. Son siège est situé à Lescar (Pyrénées-Atlantiques).

## Histoire
Le 19 octobre 1936  quelques agriculteurs du Sud–Ouest de la France se réunissent pour commercialiser leur blé.  La coopérative de blé du bassin de l’Adour est née.
Au fur et à mesure des années, l’ancêtre d’Euralis va agrandir son territoire en se rapprochant d’autres coopératives du Sud-Ouest de la France. En 1989, la coop de Pau se rapproche de la Coopasso spécialisée en Gironde, en 1993 intervient le rapprochement avec la CAD spécialisée dans le maïs puis en 2007, Euralis se rapproche avec la Coopeval spécialisée dans le blé et le tournesol 
En mars 2025, Maïsadour et Euralis, coopératives agricoles de tailles équivalentes, annoncent leur intention de fusionner l'ensemble de leurs activités.

### Arrivée en France du maïs hybride
Au début des années 1950 les dirigeants de la coopérative et des experts agricoles du Sud Ouest de la France se rendent aux États-Unis pour une « mission maïs ». Ils en ramènent une plante hybride qui s’impose massivement dans le paysage agricole local.
La Coopérative va alors faire le choix de développer son activité maïs en se dotant dès 1960 d’un centre de recherche des semences de maïs puis dans les années 70 démarrent les programmes de recherche de tournesol et de soja. En 1998 démarre le programme Soltis, un des principaux programmes de sélection de tournesol en Europe.

### Développement dans l’activité des semences en Europe
Lidea est un des acteurs importants du marché européen des semenciers avec un chiffre d’affaires de 448 millions d’euros (exercice 2023-2024). Il consacre plus de 40 millions d'euros aux investissements industriels et R&D chaque année. Pour sa sélection au champ Lidea dispose de plus 500 000 parcelles dans toute l’Europe pilotées par 19 stations de recherche.

### Début de la diversification dans les légumes et dans les jardineries
En 1977 la coopérative s’associe avec Géant vert pour le lancement du maïs légume. Ce qui est devenu courant en 2017 l’était beaucoup moins il y a 40 ans. Pour les coopérateurs d’Euralis il s’agit de se diversifier, les agriculteurs produisent la matière première, géant vert la transforme et la commercialise. Actuellement on consomme en France par an et par habitant 1 kilo de maïs. Quelques années plus tard la coopérative va nouer un autre partenariat avec Bonduelle pour la production et la transformation de maïs doux, haricots verts et brocolis. En 2005 la société Soléal est créée  aux côtés de deux autres coopératives (Maïsadour et Vivadour) et de Bonduelle, pour faire face à la concurrence mondiale.
En parallèle la coopérative ouvre les 1er magasin « Maison du Paysan » qui deviendra par la suite Point Vert. Il s’agit de jardinerie, on trouve également des produits en circuits courts reprenant le concept de la « table des producteurs ». Euralis gère en direct 73 magasins Point Vert dans le Sud-Ouest de la France 

### Diversification dans l’agroalimentaire et la production de foie gras
En 1994, la coop de Pau qui deviendra Euralis se lance dans les productions animales avec l’élevage de volailles label. En 2024,  la coopérative compte 150 éleveurs de poulets Label Rouge qui élèvent chaque année 4 millions de volailles Label.
Dès 1995, la coopérative se positionne sur l’ensemble de la filière palmipède. Les coopérateurs élèvent et engraissent des canards avec le maïs de leurs exploitations. L’acquisition des marques Grimaut Montfort en 1995 et, quelques années plus tard en 2002 de Rougié Bizac International lui permet de devenir l’un des leaders du foie gras.
Euralis compte deux marques : Maison Montfort, distribuée dans la grande distribution, et Rougié, marque à destination des restaurants en France et dans le monde.
En 2009, Euralis rachète le Groupe Jean Stalaven spécialisé dans le rayon traiteur et auprès des commerces de proximité.
En 2017, Euralis acquiert au sein de Jean Stalaven le salaisonnier Teyssier, ce qui lui permet de renforcer sa gamme de charcuteries et salaisons sèches.
En 2020, Lidea est né du rapprochement d'Euralis Semences et Caussade Semences Group. Il devient ainsi le top 6 des semenciers européens grandes cultures. Lidea produit et commercialise des semences maïs, tournesol, céréales à paille, colza, fourragères et couverts végétaux, soja, sorgho et légumes secs.

### Développement international
La coopérative est sortie de son territoire coopératif dès 1987 en Allemagne puis en 1993 à Séville pour son activité semences. En 2007 Euralis s’établit également en Ukraine pour satisfaire les marchés semenciers d’Europe de l’Est.
Dans l’activité canards gras, les dirigeants de la coopérative vont faire le choix de partir à la conquête de nouveaux marchés dans le monde et de diversifier les bassins de productions. À partir de 2005, Euralis rachète une entreprise en Bulgarie , s’implante au Canada près de Montréal pour se développer sur le marché nord américain.

## Activité

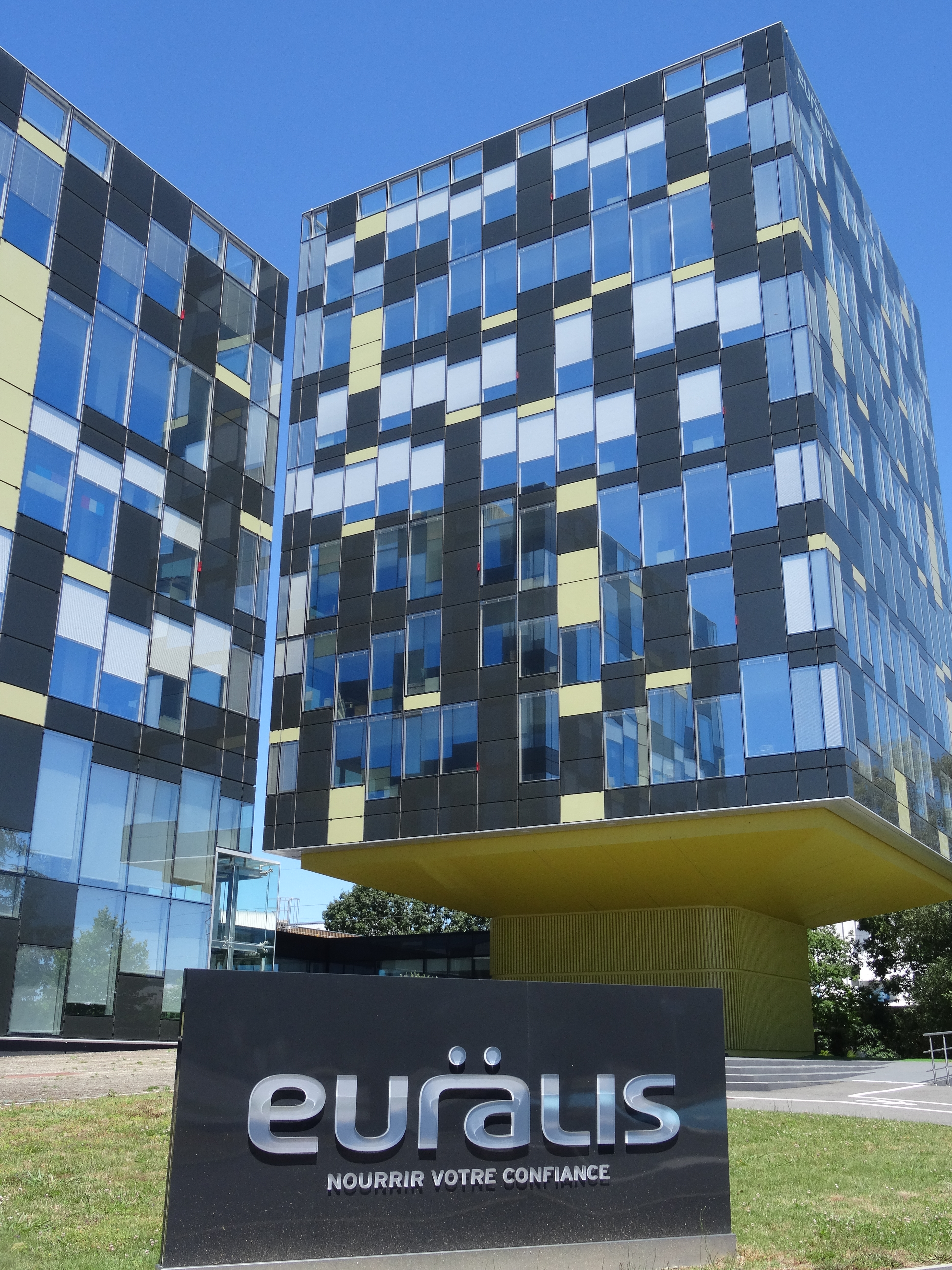
Entreprise Euralis à Lescar.

Le groupe Euralis fait partie des principales coopératives agricoles françaises. Il est présent dans 16 pays et, en 2024, emploie en France un peu plus de 3 300 personnes. On retrouve la  coopérative sur différents territoires. Le Sud-Ouest de la France, territoire historique depuis la création de la coopérative en 1936. La coopérative est également très présente dans le grand ouest de la France (en Bretagne pour son activité charcuterie et traiteur, en Ardèche, pour son activité salaisons et en Vendée pour son activité élevage et transformation de canards). 
Euralis est un : 
- Acteur majeur dans la production de foie gras [réf. nécessaire]
- Opérateur européen sur le marché du maïs
- 1er réseau de distribution traiteur pour les commerces de proximité en France [réf. nécessaire]
- 1er collecteur de légumes transformés du Sud-Ouest de la France  [réf. nécessaire]

Le groupe coopératif est organisé autour de 4 pôles :
- Le pôle agricole, qui comprend les activités de productions animales et végétales du Sud-Ouest de la France (volailles, légumes verts, maïs doux, bovins). Il regroupe également les activités de collecte et commercialisation de céréales, les prestations de conseil et de services aux agriculteurs. Il y a aussi 73 magasins en libre-service sous l’enseigne Point Vert  : rayons jardinerie, animalerie, et produits alimentaires dans les corners La Table des producteurs (dans certains de ces points de vente). Enfin, Eurasolis, filière photovoltaïque à destination des agriculteurs, a été créée en 2022.
- Le pôle semences, Lidea. Lidea consacre chaque année plus de 40 millions d'euros aux investissements industriels et R&D.
- Le pôle alimentaire comprend quant à lui Euralis Gastronomie d'une part, avec deux marques : Maison Montfort, spécialiste de la gastronomie du canard, et Rougié (foie gras). Et les activités traiteur d'autre part, avec plusieurs marques (Stalaven, Qualité Traiteur, Teyssier,...).
- Le pôle participations et développement regroupe les partenariats stratégiques d’Euralis dans les légumes avec Bonduelle et Géant Vert, la nutrition animale avec Sanders Euralis (40 900 tonnes de graines de soja triturées en 2024), la production porcine (FIPSO), les biocarburants (Oceol). En 2024, 145 000 tonnes de maïs Euralis ont été livrées à l'usine de bioéthanol BSO de Lacq. Il inclut aussi la gestion de nos participations minoritaires et le pilotage des activités hors du territoire coopératif.

## Direction de l'entreprise
- Président : Christophe Congues
- Directeur Général : Thomas Chambolle

## Historique des logos

Logo dans les années 2000
Actuel logo depuis 2011.

## Données financières
| Années             | 2024 | 2023 | 2022 | 2021 | 2020 | 2019 | 2018 | 2017 | 2016 | 2015 | 2014 |
| ------------------ | ---- | ---- | ---- | ---- | ---- | ---- | ---- | ---- | ---- | ---- | ---- |
| Chiffre d'affaires | 1570 | 1580 | 1640 | 1440 | 1330 | 1350 | 1400 | 1404 | 1436 | 1504 | 1477 |